# Satsalike
Satsalike (georgiska: საწალიკე) är ett berg i Georgien, i regionen Ratja-Letjchumi och Nedre Svanetien. Toppen på Satsalike är 1 996 meter över havet. Närmaste större samhälle är Tjiatura, 14 km åt sydost.